# Manta (kanton)

Kanton Manta binnen de provincie Manabí

Manta is een kanton in de Ecuadoraanse provincie Manabí. De hoofdstad van dit kanton is Manta. Volgens de census van 2001 wonen in het kanton 192.322 mensen.
Manta behoort tot een van de 221 kantons van Ecuador, waarvan er 21 in de provincie Manbi liggen.

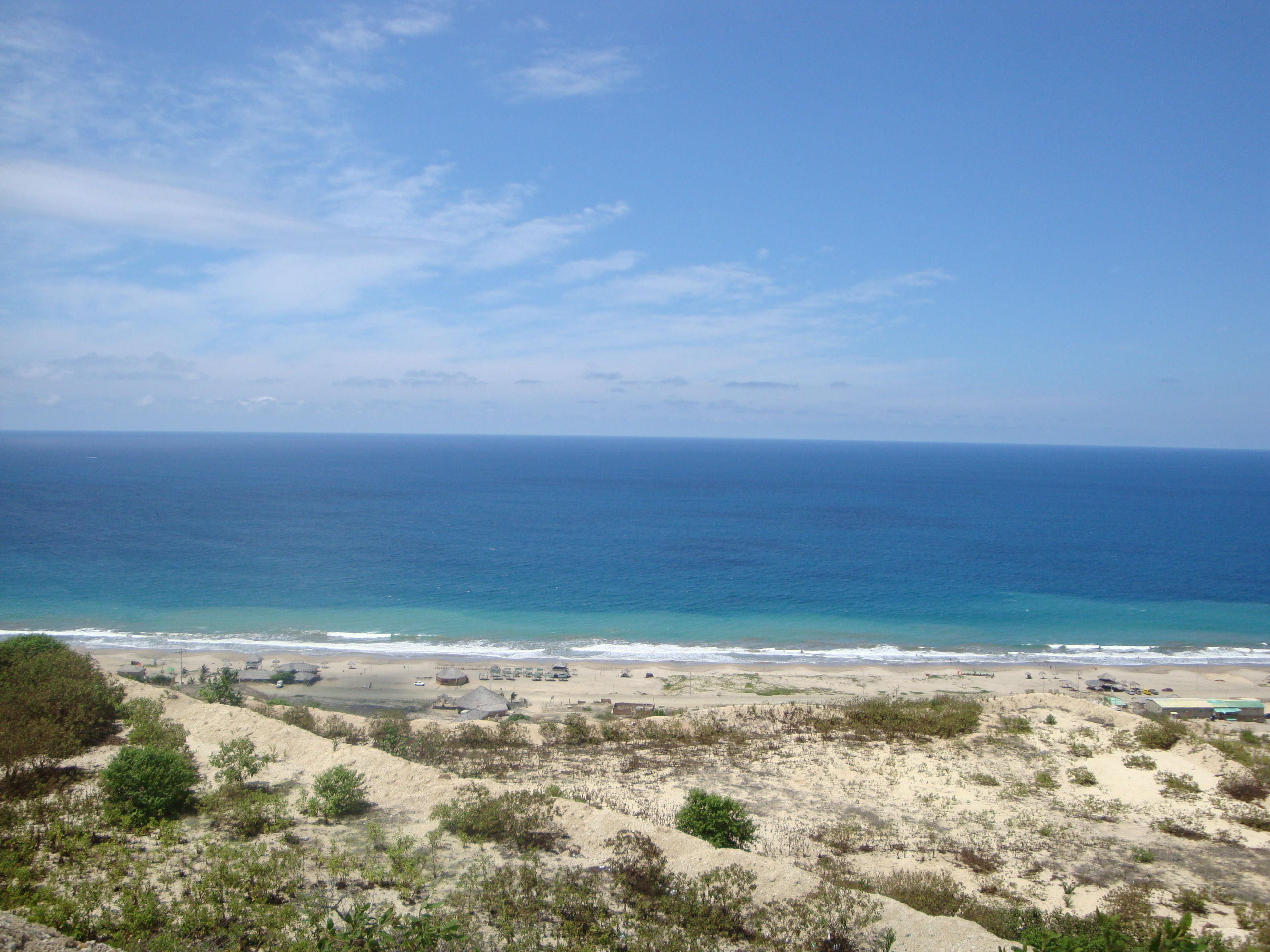
Strand van het kanton Manta